# Tiro esportivo nos Jogos Pan-Americanos de 2015 - Pistola de ar 10 m feminino
A categoria da pistola de ar 10 m feminino foi um dos eventos do tiro esportivo nos Jogos Pan-Americanos de 2015, em Toronto. Foi disputada no dia 12 de julho no Pan Am Shooting Centre em Innisfil. 

## Calendário
Horário local (UTC-4)
| Data        | Horário | Fase         |
| ----------- | ------- | ------------ |
| 12 de julho | 11:15   | Qualificação |
| 12 de julho | 14:00   | Final        |

## Medalhistas
| Ouro   | CAN Lynda Kiejko     |
| Prata  | MEX Alejandra Zavala |
| Bronze | ESA Lilian Castro    |

## Resultados

### Qualificação
| Pos. | Atiradora                   | Nacionalidade                | 1  | 2  | 3  | 4  | Total   | Notas |
| ---- | --------------------------- | ---------------------------- | -- | -- | -- | -- | ------- | ----- |
| 1    | Courtney Anthony            | USA Estados Unidos           | 97 | 96 | 97 | 96 | 386-15x | Q,    |
| 2    | Laina Perez                 | CUB Cuba                     | 92 | 97 | 94 | 95 | 378-09x | Q     |
| 3    | Alejandra Zavala            | MEX México                   | 95 | 96 | 94 | 93 | 378-07x | Q     |
| 4    | Lynda Kiejko                | CAN Canadá                   | 92 | 93 | 95 | 95 | 375-08x | Q     |
| 5    | Sandra Uptagrafft           | USA Estados Unidos           | 91 | 95 | 93 | 95 | 374-04x | Q     |
| 6    | Lilian Castro               | ESA El Salvador              | 88 | 95 | 94 | 94 | 371-08x | Q     |
| 7    | Laura Ramos                 | ARG Argentina                | 94 | 93 | 92 | 92 | 371-05x | Q     |
| 8    | Sheyla Gonzalez             | CUB Cuba                     | 93 | 94 | 90 | 93 | 370-08x | Q     |
| 9    | Andrea Perez Pena           | ECU Equador                  | 94 | 91 | 92 | 92 | 369-12x |       |
| 10   | Amanda Mondol               | COL Colômbia                 | 93 | 91 | 90 | 95 | 369-08x |       |
| 11   | Mariana Quintanilla Camargo | PER Peru                     | 94 | 92 | 91 | 92 | 369-07x |       |
| 12   | Mariana Nava                | MEX México                   | 94 | 95 | 88 | 92 | 369-05x |       |
| 13   | Jenny Bedoya                | ECU Equador                  | 94 | 91 | 90 | 93 | 368-10x |       |
| 14   | Maria Pia Herrera           | ARG Argentina                | 89 | 90 | 94 | 95 | 368-05x |       |
| 15   | Delmi Cruz                  | GUA Guatemala                | 92 | 91 | 92 | 92 | 367-07x |       |
| 16   | Yanka Vasileva              | CAN Canadá                   | 95 | 92 | 93 | 87 | 367-06x |       |
| 17   | Maribel Pineda              | VEN Venezuela                | 90 | 90 | 92 | 93 | 365-04x |       |
| 18   | Lucia Menendez              | GUA Guatemala                | 91 | 95 | 88 | 90 | 364-03x |       |
| 19   | Ivon Bucott                 | VEN Venezuela                | 87 | 91 | 92 | 92 | 362-04x |       |
| 20   | Rachel Silveira             | BRA Brasil                   | 92 | 88 | 91 | 90 | 361-03x |       |
| 21   | Brianda Rivera              | PER Peru                     | 87 | 95 | 95 | 83 | 360-04x |       |
| 22   | Rosario Piña                | DOM República Dominicana     | 87 | 92 | 89 | 88 | 356-02x |       |
| 23   | Karen Nogueina-Gerard       | ISV Ilhas Virgens Americanas | 92 | 89 | 83 | 86 | 350-05x |       |
| 24   | Claudia Fajardo             | HON Honduras                 | 92 | 81 | 83 | 94 | 350-03x |       |

### Final
| Pos.              | Atiradora         | Nacionalidade      | 1                  | 2                  | 3             | 4             | 5               | 6              | 7              | 8              | 9              | Total | Notas |
| ----------------- | ----------------- | ------------------ | ------------------ | ------------------ | ------------- | ------------- | --------------- | -------------- | -------------- | -------------- | -------------- | ----- | ----- |
| Medalha de ouro   | Lynda Kiejko      | CAN Canadá         | 29.5 9.7 9.4 10.4  | 58.8 10.1 9.6 9.6  | 77.3 8.8 9.7  | 97.4 10.3 9.8 | 117.1 9.6 10.1  | 137.0 9.9 10.0 | 156.6 10.0 9.6 | 175.9 10.7 8.6 | 195.7 9.9 9.9  | 195.7 | FPR   |
| Medalha de prata  | Alejandra Zavala  | MEX México         | 30.1 10.4 9.2 10.5 | 58.9 8.6 10.2 10.0 | 77.9 8.7 10.3 | 97.3 10.5 8.9 | 118.2 10.1 10.8 | 137.3 9.3 9.8  | 157.3 9.6 10.4 | 175.2 9.3 8.6  | 194.3 8.7 10.4 | 194.3 |       |
| Medalha de bronze | Lilian Castro     | ESA El Salvador    | 27.8 10.0 8.2 9.6  | 55.5 8.9 8.4 10.4  | 76.2 10.9 9.8 | 95.2 9.4 9.6  | 115.9 10.4 10.3 | 135.3 9.5 9.9  | 153.5 7.9 10.3 | 172.0 9.9 8.6  | 172.0          | 172.0 |       |
| 4                 | Laina Perez       | CUB Cuba           | 28.3 9.8 9.0 9.5   | 59.2 9.8 10.6 10.5 | 77.1 9.6 8.3  | 96.0 9.7 9.2  | 115.8 9.8 10.0  | 135.5 10.5 9.2 | 153.2 9.4 8.3  | 153.2          | 153.2          | 153.2 |       |
| 5                 | Sheyla Gonzalez   | CUB Cuba           | 28.4 9.2 9.6       | 58.0 10.4 8.6 10.6 | 76.9 9.4 9.5  | 94.3 8.4 9.0  | 114.6 9.9 10.4  | 133.8 8.9 10.3 | 133.8          | 133.8          | 133.8          | 133.8 |       |
| 6                 | Laura Ramos       | ARG Argentina      | 26.8 9.7 8.8 8.3   | 56.1 10.0 9.6 9.7  | 74.5 10.2 8.2 | 94.2 9.6 10.1 | 112.5 9.9 8.4   | 112.5          | 112.5          | 112.5          | 112.5          | 112.5 |       |
| 7                 | Courtney Anthony  | USA Estados Unidos | 27.7 8.4 9.5 9.8   | 57.0 9.4 10.0 9.9  | 75.0 9.0 9.0  | 93.9 8.4 10.5 | 93.9            | 93.9           | 93.9           | 93.9           | 93.9           | 93.9  |       |
| 8                 | Sandra Uptagrafft | USA Estados Unidos | 27.6 9.6 9.5 8.5   | 55.4 8.5 9.4 9.9   | 74.0 8.3 10.3 | 74.0          | 74.0            | 74.0           | 74.0           | 74.0           | 74.0           | 74.0  |       |